# Den demokratiske terroristen
Den demokratiske terroristen är en roman av Jan Guillou som gavs ut 1987. Det är den andra romanen i serien om den svenska underrättelseofficeren Carl Hamilton.  

## Handling
Den västtyska underrättelsetjänsten har fått veta att en terrorgrupp på yttersta vänsterkanten planerar ett attentat i Stockholm, och att terroristerna söker en svensk kumpan med militär kunnighet. Carl Hamilton är den perfekta infiltratören med sin unika specialutbildning och sitt eget förflutna inom vänstern, och han skickas ut på ett mycket riskabelt under cover-uppdrag.

## Tema
Berättelsen har sitt ursprung i en debatt om huruvida odemokratiska åsikter borde förbjudas, och ifall demokratin därmed ska bekämpa sina motståndare med odemokrati, och huruvida terrorister ska bekämpas med lagar och rättssäkerhet inom det demokratiska systemet eller om det ska göras undantag för dem. Denna problematik skildras med Västtyskland, där det demokratiska systemet i praktiken infört dödsstraff för demokratins motståndare, i en ond cirkel av våld.

## Synopsis
Den västtyska polisen, BKA, har genom telefonavlyssning fått indikationer på att en efterlyst terroristgrupp planerar ett attentat i Sverige, och att gruppen söker en svensk medarbetare med militär utbildning i sabotage och god geografisk kännedom av Stockholm. Gruppen tillhör de sista resterna inom den fjärde generationen av Röda armé-fraktionen och tros ha förbindelser med likartade organisationer i Frankrike och Belgien. Polisen lämnar över ärendet till underrättelsetjänsten, Verfassungsschutz, som mot all förmodan hittar den perfekta infiltratören i Carl Hamilton, kodnamn Coq Rouge. Hamilton stämmer in mycket bra på signalementet - marinlöjtnant och specialutbildad attackdykare, för närvarande anställd inom svenska säkerhetstjänsten, och unikt nog även registrerad som extremvänster sedan studenttiden.
Hamilton har en tid varit tjänstledig från Säpo för att genomgå en kaptenskurs på Militärhögskolan. Han är smått deprimerad eftersom han fått veta att hans stora ungdomskärlek i USA, Tessie O'Connor, gift sig med en annan man. Han kallas nu in av sin chef Näslund, som han avskyr efter händelserna i Coq Rouge lika mycket som Näslund avskyr honom. Näslund har i samråd med militären godkänt den tyska operationen, och Hamilton lånas därmed ut till den tyska underrättelsetjänsten, med spaningsuppdrag att lokalisera och infiltrera terroristgruppen. Han skickas till Bonn för att instrueras i uppdraget och tränar en kort tid tillsammans med det halvmilitära västtyska specialkommandot GSG 9. Hans uppgift är att göra sig känd i kriminella kretsar i Hamburg, främst genom skickligt utförda bankrån. Alla pengar ska i hemlighet och mot kvitto återlämnas till de tyska myndigheterna, under täckmanteln att Hamilton donerar alla sina rånbyten till vänstergrupper i Mellanöstern, och alla brottsliga gärningar kommer sopas under mattan. På så sätt ska terrorgruppen få upp ögonen för honom och försöka rekrytera honom. Vid lämpligt tillfälle, när Hamilton infiltrerat gruppen och samlat ihop så många av medlemmarna som möjligt, ska de gripas av GSG 9.
Hamilton etablerar sig sedan i de sjaskiga kvarteren kring St. Pauli i Hamburg, där han gör sig känd i den undre världen genom att yrkeskunnigt misshandla småkriminella i krogslagsmål, samtidigt som han genomför en serie professionella bankrån. Detta leder som planerat till att terrorgruppen tar kontakt med honom, och han kommer snart att ingå i deras kollektiv där han lär känna medlemmarna och hjälper dem med fler bankrån. Han får höra deras egna personliga berättelser, som aldrig är lika oförståeliga och osympatiska som deras motståndare vill få dem att framstå som. 
Målet i Stockholm är den amerikanska ambassaden, närmare bestämt den översta våningen där CIA har sitt nordeuropeiska högkvarter. De amerikanska förlusterna i människoliv beräknas bli cirka tjugo personer, alla militär personal. För detta krävs Hamiltons militära kunnande, och han instruerar gruppen i vilken sorts vapen de behöver ordna fram.
Dessa vapen, ryska RPG, finns att köpa hos palestinska kontakter i Syrien och därför får Hamilton resa dit med två av gruppens ledande medlemmar för att utföra affären. Efter att vapnen är beställda blir de dock infångade av PLO, som anförs av den palestinska underrättelseofficeren Mouna Al-Husseini som Hamilton tidigare träffat under sin resa till Libanon i Coq Rouge. Hon vill stoppa terroraktionen, eftersom den bara skulle leda till att Damaskus blir sönderbombat av amerikanerna eller israelerna. Hamilton avslöjar att han är under cover och arbetar för att få terroristerna fängslade, men Mouna och hennes kollegor tvingar honom att avrätta sina tyska följeslagare för att bevisa att han talar sanning. Honom själv måste hon tyvärr tortera med kniv och pistol, för att den syriska säkerhetstjänsten inte ska fatta misstankar när de hittar kropparna. Hon lämnar honom sedan att återgå till sitt uppdrag, men meddelar honom att operationen därmed nu inte längre är svensk-tysk, utan svensk-tysk-palestinsk.
Hamilton vaknar på ett syriskt sjukhus, knivskuren i bröstet och med två skottskador, och kan snart återvända till Västtyskland där hans täckmantel fortfarande är intakt. De beställda vapnen är på väg, och eftersom det framkommit att den tyska gruppen ska samarbeta med franska och belgiska allierade vill man invänta att alla samlats för ett stort tillslag mot samtliga inblandade. Hamilton fortsätter därför leva med terroristerna och genomför en förberedande resa till Stockholm med den gruppmedlem han kommit närmast, Monika, och som han inleder en kärleksaffär med.
När det planerade tillslaget väl sker stormar GSG 9 in och skjuter omedelbart ihjäl samtliga de chanslösa terroristerna, totalt fjorton döda. Endast Hamilton överlever. Även en fransk underrättelseofficer, som också varit under cover bland de franska terroristerna, blir dödad i tillslaget eftersom Hamilton inte lyckats övertyga honom om att lägga ifrån sig sitt vapen.
För sin insats tilldelas Hamilton Bundesverdienstkreuz, som får honom att tänka på järnkorset.

## Rollfigurer
- Carl Hamilton - underrättelseofficer
- DG - militär spionchef
- Henrik P Näslund - chef för Byrå B
- Loge Hecht - chef inom Verfassungsschutz
- Siegfried Maack - anställd inom Verfassungsschutz
- Monika Reindholdt - terrorist, tidigare pianist
- Horst Ludwig Hahn - terrorist, tidigare advokat
- Mouna al Husseini - palestinsk underrättelseofficer

## Kuriosa
Det framgår aldrig vilket exakt år som berättelsen utspelar sig, men eftersom Hamilton uppges vara 30 år och senare i serien anges vara född 1954 borde denna roman utspela sig antingen 1984/1985 eller  1985/1986, beroende på vilken månad han är född. I Men inte om det gäller din dotter (2008) uppger dock rollfiguren Mouna att händelserna i Den demokratiske terroristen utspelade sig 1987, vilket får tolkas som att hon antingen minns fel eller att författaren blandar ihop utgivningsåret med när berättelsen faktiskt utspelar sig i hans litterära värld.  
Rollfiguren Mouna, som först introducerades i Coq Rouge och återkommer flera gånger i den fortsatta serien, blir senare huvudperson i Madame Terror (2006).
Rollfigurerna Loge Hecht och Horst Ludwig Hahn förekommer båda i De som dödar drömmar sover aldrig (2018), där även Hamilton förekommer.  
I en frågechatt 2010 uppgav Jan Guillou att den första meningen i denna boken, "Döden kom med ölbil", är den bästa första mening han skrivit.

## Film
Romanen filmatiserades som Den demokratiske terroristen (1992) med Stellan Skarsgård i rollen som Hamilton. Filmen regisserades av Pelle Berglund som även regisserade Täcknamn Coq Rouge (1989).  Filmen följer bokens handling, med mindre ändringar.